# Зефир ореховый
Зефир ореховый (Araragi enthea) — вид дневных бабочек из семейства голубянок (Lycaenidae).

## Описание

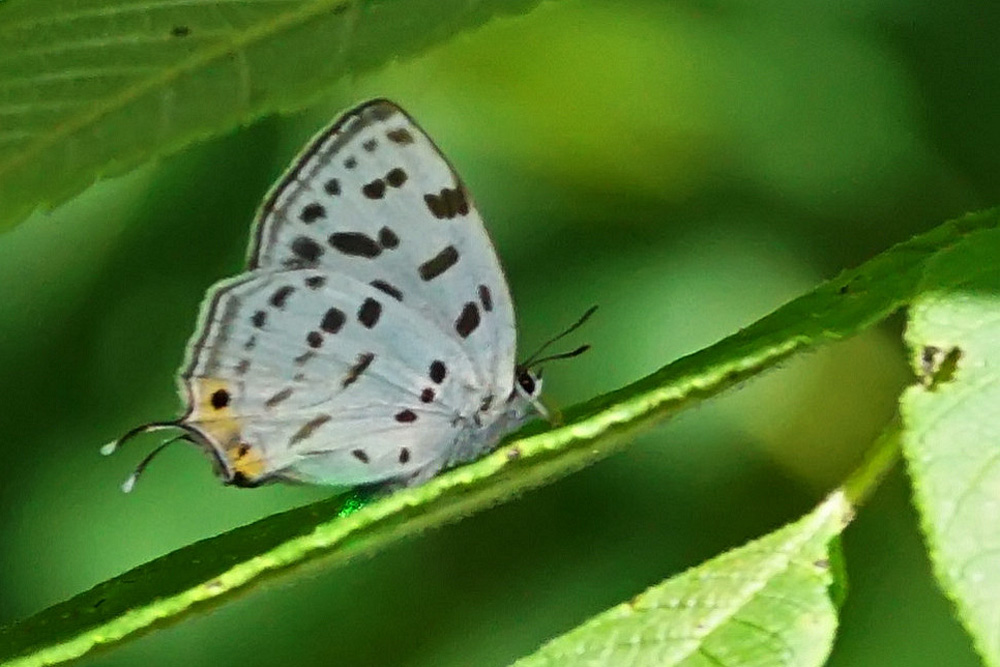
Нижняя сторона крыльев

Длина переднего крыла самцов 16—17 мм, самок 17—18 мм. Размах крыльев 25—34 мм. Передние лапки самцов несегментированные. Верхняя сторона крыльев у обоих полов одинаковая — бурая. На переднем крыле выделяется светлое поле с размытыми очертаниями. Нижняя сторона крыльев желтовато-серая с обособленными тёмно-бурыми пятнами округлой формы и различного размера. На заднем крыле пятна мельче и бледнее. Постдискальный ряд снизу на переднем крыле разорван на четыре группы пятен. На заднем крыле оранжевые пятна в углу и у основания хвостика слиты друг с другом. Хвостик на задних крыльях тонкий.

## Ареал
Россия (Хабаровский край, Приморье, Еврейская автономная область), Япония, Тайвань, Китай.

## Биология
Встречается довольно редко. За год развивается в одном поколении. Время лёта бабочек длится с конца августа по начало октября. Гусеницы развиваются на маньчжурском орехе (Juglans mandshurica).